# Melíssia
Melíssia är en kommunhuvudort i Grekland.   Den ligger i prefekturen Nomarchía Athínas och regionen Attika, i den sydöstra delen av landet, 13 km nordost om huvudstaden Aten. Melíssia ligger 273 meter över havet och antalet invånare är 22 741.
Terrängen runt Melíssia är kuperad österut, men västerut är den platt.Runt Melíssia är det tätbefolkat, med 257 invånare per kvadratkilometer. Närmaste större samhälle är Aten, 12,9 km sydväst om Melíssia. 